# Priče iz Vukovara
Priče iz Vukovara je zbirka priča koju je napisao Siniša Glavašević. Sastoji se od 24 nepovezane priče koje govore o osjećajima ljudi te događajima i mišljenjima tijekom Domovinskog rata. Svaka priča ima svoje dublje značenje, tj. životnu pouku.

### 1. Priča o Mariji
Priča o Mariji govori kako je većina djece tijekom Domovinskog rata izmišljali te zamišljali likove, te jedan lik od njih je među djecom poznata Marija. "Marija je tek izmišljeni lik, mašta.", lik je samo mašta odnosno nekakva Nada za bolje sutra. Marija je također nekakva vrsta idola, osoba koju mi ili pokušavamo oponašati ili želimo biti. Za neke ona može biti dobro, a nekima zlo. "Lako ćete je prepoznati. Ona je najljepša i najbolja, ona je sve što niste, a htjeli biste, i sve što jeste, i drago vam je zbog toga." - ovaj citat kazuje da se Marija može lako naći, te da ako niste, pokušajte je naći što prije.

### 2. Priča o Gradu
Priča o Gradu prepričava kako je većina ljudi tijekom rata nisu samo brinuli o sebi i drugima, već o gradu. Grad je u ovoj priči ne znači samo koje žive u njemu. " Tko će čuvati moj grad, moje prijatelje, tko će Vukovar iznijeti iz mraka?"